# Allata affinis
Allata affinis är en fjärilsart som beskrevs av Rothschild 1917. Allata affinis ingår i släktet Allata och familjen tandspinnare. Inga underarter finns listade i Catalogue of Life.